# Registros akáshicos
Na religião da Teosofia e na escola filosófica chamada antroposofia, os registros Akáshicos são um compêndio de todos os eventos, pensamentos, palavras, emoções e intenções universais que já ocorreram no passado, presente ou futuro em termos de todas as entidades e formas de vida, não apenas humanas. Os teos acreditam que eles são codificados em um plano de existência não físico conhecido como plano mental. Não há evidências científicas para a existência dos registros Akáshicos.